# Collier Street
Collier Street – wieś w Anglii, w hrabstwie Kent, w dystrykcie Maidstone. Leży 11 km na południowy zachód od miasta Maidstone i 54 km na południowy wschód od centrum Londynu.